# Carlos Wetzell
Carlos Wetzell (* 2. Januar 1890 in Córdoba (Argentinien); † 15. Februar 1973 in Berlin) war ein deutscher Jurist und Industriemanager.

## Leben
Nach dem Abitur am Gymnasium in Berlin-Friedenau studierte Carlos Wetzell an den Universitäten Freiburg, Bonn, Marburg und Jena Rechtswissenschaft. 1909 wurde er im  Corps Rhenania Bonn und im Corps Hasso-Nassovia aktiv. 1912 bestand er in Jena das Erste Staatsexamen und wurde dort zum Dr. iur. promoviert. Nachdem er als Einjährig-Freiwilliger beim Kürassier-Regiment „von Seydlitz“ (Magdeburgisches) Nr. 7 in Halberstadt gedient hatte, nahm er am Ersten Weltkrieg als Offizier teil, zuerst beim Reserve-Ulanen-Regiment 3, später als Regimentsadjutant und beim Großen Generalstab. Für sein Wirken erhielt er beide Klassen des Eisernen Kreuzes sowie das Ritterkreuz des Königlichen Hausordens von Hohenzollern mit Schwertern.
Nach Kriegsende absolvierte er das Referendariat und legte 1921 das Assessorexamen ab. Anschließend war er für kurze Zeit Hilfsrichter in Potsdam und Berlin. Im Oktober 1921 quittierte Wetzell den Staatsdienst und nahm bei den Rheinischen Stahlwerken in Duisburg-Meiderich eine Tätigkeit als juristischer Mitarbeiter auf. 1922 wechselte er als Geschäftsführer zur CAF Kahlbaum AG in Berlin-Adlershof, die sich 1927 mit der Chemischen Fabrik auf Actien (vormals E. Schering) zur Schering-Kahlbaum AG zusammenschloss. Im Mai 1933 erfolgte Wetzells Berufung als ordentliches Vorstandsmitglied dieser Aktiengesellschaft.
Aufgrund seiner juristischen Erfahrungen bei Unternehmensverkäufen und -übernahmen sowie seiner hervorragenden Kontakte in Regierungskreisen, holte ihn die Prager Familie Petschek im Sommer 1937 in den Vorstand der Werschen-Weißenfelser Braunkohlen AG und der Anhaltischen Kohlenwerke. Kurz nach Aufnahme seiner neuen Tätigkeit beteiligte er sich maßgeblich an der Übernahme dieser beiden größten Montanunternehmen im Mitteldeutschen Braunkohlerevier durch den Flick-Konzern. Über den Verkauf ihrer 67 Prozent Aktienanteile an den Anhaltischen Kohlenwerke und ihrer 88 Prozent an der Werschen-Weißenfelser Braunkohlen AG verhandelten Strohmänner der Prager Petscheks zuerst mit der I. G. Farben sowie mit der Wintershall Holding, vertreten durch August Rosterg und Günther Quandt. Weitere Interessenten waren Peter Klöckner und Hermann Röchling. Die Initiative zur Kontaktaufnahme zu Friedrich Flick ging von Carlos Wetzell aus.
Zu dieser Zeit pflegte Wetzell enge Kontakte zu den neuen Machthabern in Deutschland. Unter anderem war er gut mit Herbert Göring, dem Vetter von Hermann Göring, befreundet. Wetzell wurde von seinem langjährigen Mitarbeiter Robert Tillmanns als „geltungsbedürftiger, im äußeren Auftreten gewandter Mann mit weltmännischen Formen; ein Angeber, im Übrigen aber kein Arbeiter“ charakterisiert. Seine Maklerdienste beim Verkauf der Werschen-Weißenfelser Braunkohlen AG und der Anhaltischen Kohlenwerke ließ er sich von Flick mit einem günstig verzinsten Darlehen über 200.000 Reichsmark honorieren. Zugleich hatte ihm Paul Petschek ein Sonderhonorar in Form einer Vermittlerprovision von drei Prozent in Aussicht gestellt, „falls die Verhandlungen zu einem positiven Ergebnis“ für die Petscheks führen würden. Letztlich verkaufte die Erbengemeinschaft ihre Aktienanteile im Mai 1938 für 6.325.000 US-Dollar. Vereinbarungsgemäß zahlte Paul Petschek an Wetzell eine Provision in Höhe von 189.750 Dollar. Diese Summe entsprach der gleichen Kaufkraft von 3.310.518 Dollar im Jahr 2019.
In der Folgezeit war Wetzell an zahlreichen Arisierungen von Unternehmen beteiligt. Im Vorstand der Werschen-Weißenfelser Braunkohlen AG und der Anhaltischen Kohlenwerke verblieb er bis zum Ende des Geschäftsjahres 1939. Anschließend wurde Wetzell unter anderem Inhaber einer in Berlin ansässigen Aktiengesellschaft für medizinische Produkte. 1940 gelangte er in den Besitz der arisierten Burg Ziegersberg nebst Gut. Im selben Jahr kooperierte Wetzell bei der Übernahme von Byk Gulden mit Günther Quandt. Im Mai 1941 erfolgte seine Berufung in den Vorstand der AFA (VARTA).
Nach dem Zweiten Weltkrieg blieb Wetzell Inhaber diverser Unternehmen und übte bis an sein Lebensende Aufsichtsratsmandate in verschiedenen Aktiengesellschaften aus.

## Aufsichtsratsmandate (Auswahl)
Aufsichtsratsvorsitzender bei:
- Eisenbahn-Automatic AG in Berlin
- Gummipuffer Casco AG in Berlin

Aufsichtsratsmitglied bei:
- Voigtländer & Sohn AG in Braunschweig
- Dr. Freund & Dr. Redlich, Organ-Präparate AG in Berlin
- Münden-Hildesheimer Gummiwaren-Fabriken Gebr. Wetzell AG in Hildesheim
- Vereinigte Asbestwerke Danco, Wetzell & Co. AG in Dortmund